# Dienstpflicht
Dienstpflichten haben in Deutschland Personen in einem öffentlich-rechtlichen Dienstverhältnis (Beamte, Soldaten, Richter) gegenüber ihren Dienstherrn. Diese sind zu unterscheiden von den Amtspflichten, die für die Ausübung des Amtes gelten, etwa gegenüber dem Bürger. Die Verletzung von Dienstpflichten kann als Dienstpflichtverletzung disziplinarrechtlich geahndet werden. Für Bundesbeamte sind die Dienstpflichten im Bundesbeamtengesetz (BBG) geregelt, für Soldaten der Bundeswehr im Soldatengesetz (SG). Für Landes- und Kommunalbeamte finden sich Regelungen im Beamtenstatusgesetz (BeamtStG) und in den Landesbeamtengesetzen. Eine Dienstpflichtverletzung im Zusammenhang mit der Annahme von Vorteilen, erfüllt i. d. R. den Straftatbestand der Bestechlichkeit (§ 332 StGB).
Wie die Personen in einem öffentlich-rechtlichen Dienstverhältnis haben auch auf privatrechtlicher Grundlage beschäftigte Arbeitnehmer Pflichten. Ihre arbeitsrechtliche Hauptpflicht ist die Arbeitspflicht. Hinzu treten weitere Nebenpflichten.

## Beamte
Die allgemeinen Pflichten und Rechte der Bundesbeamten sind in den §§ 60 bis 86 BBG geregelt, die der übrigen staatlichen Beamten in §§ 33 bis 56 BeamtStG (Paragraphen überwiegend wortgleich) und ggf. der Landesbeamtengesetze geregelt.

### Allgemeine Dienstpflicht und Verfassungstreuepflicht
Beamte müssen sich durch ihr gesamtes Verhalten zu der freiheitlichen demokratischen Grundordnung im Sinne des Grundgesetzes bekennen und für deren Erhaltung eintreten (§ 60 Abs. 1 BBG; § 33 BeamtStG). Beamte haben sich mit vollem persönlichem Einsatz ihrem Beruf zu widmen. Sie haben das ihnen übertragene Amt uneigennützig nach bestem Gewissen wahrzunehmen (§ 61 Abs. 1 BBG; § 34 BeamtStG). Ein Bundesbeamter darf nicht so weit vom Dienstort entfernt wohnen, dass ihm eine Ausübung seiner Tätigkeit erschwert wird (§ 72 BBG).

### Allgemeine Wohlverhaltenspflicht
Das Verhalten der Beamten innerhalb und außerhalb des Dienstes muss der Achtung und dem Vertrauen gerecht werden, die ihr Beruf erfordert (§ 61 Abs. 1 BBG; § 34 BeamtStG). Bei Ausübung ihres Dienstes oder bei einer Tätigkeit mit unmittelbarem Dienstbezug haben Beamte auch hinsichtlich ihres Erscheinungsbilds Rücksicht auf das ihrem Amt entgegengebrachte Vertrauen zu nehmen (§ 61 Abs. 2 BBG).

### Weiterbildungspflicht
Bundesbeamte sind zudem verpflichtet, an Maßnahmen der dienstlichen Qualifizierung teilzunehmen (§ 61 Abs. 3 BBG).

### Politische Betätigung
Beamte dienen dem ganzen Volk, nicht einer Partei. Sie haben ihre Aufgaben unparteiisch und gerecht zu erfüllen und bei ihrer Amtsführung auf das Wohl der Allgemeinheit Bedacht zu nehmen. Bei politischer Betätigung haben sie Mäßigung und Zurückhaltung zu wahren (§ 60 BBG; § 33 BeamtStG).

### Folgepflicht (Weisungsgebundenheit)
Der Beamte hat seine Vorgesetzten zu beraten und zu unterstützen. Er ist für die Durchführung der ihm übertragenen Aufgaben verantwortlich („Folgepflicht“; § 62 BBG; § 34 BeamtStG). Beamte tragen für die Rechtmäßigkeit ihrer dienstlichen Handlungen die volle persönliche Verantwortung. Die Remonstrationspflicht verpflichtet sie Bedenken gegen die Rechtmäßigkeit dienstlicher Anordnungen unverzüglich bei der oder dem unmittelbaren Vorgesetzten geltend zu machen („Verantwortung für die Rechtmäßigkeit“; § 63 BBG).

### Diensteid
Beamte haben einen Diensteid zu leisten (§ 64 BBG; § 38 BeamtStG). Für Bundesbeamte lautet dieser: „Ich schwöre, das Grundgesetz und alle in der Bundesrepublik Deutschland geltenden Gesetze zu wahren und meine Amtspflichten gewissenhaft zu erfüllen, so wahr mir Gott helfe.“ Der Eid kann auch ohne die Worte „so wahr mir Gott helfe“ geleistet werden.

### Verschwiegenheitspflicht
Der Beamte ist verpflichtet, über alle Tatsachen und Angelegenheiten, von denen er in Ausübung seines Amtes erfährt, Stillschweigen zu bewahren. Vor Gericht darf er entsprechende Tatbestände nicht ohne Zustimmung des Dienstherrn vortragen (§ 67 BBG; § 37 BeamtStG).

### Verbot der Annahme von Belohnungen und Geschenken (Korruptionsverbot)
Beamte dürfen ohne Zustimmung des Dienstherrn keinerlei Vergünstigungen oder Geschenke von Dritten annehmen (§ 71 BBG; § 42 BeamtStG).  Ein Bundesbeamter kann zum Schadensersatz, den die Gemeinschaft durch sein schwerwiegendes Verschulden erlitten hat, herangezogen werden (§ 75 BBG).

### Nebentätigkeiten
Beamte sind verpflichtet, auf Verlangen ihrer Dienstbehörde eine Nebentätigkeit im öffentlichen Dienst auszuüben, sofern diese Tätigkeit ihrer Vorbildung oder Berufsausbildung entspricht und sie nicht über Gebühr in Anspruch nimmt (§ 98 BBG). Sie bedürfen zur Ausübung jeder entgeltlichen Nebentätigkeit grundsätzlich der vorherigen Genehmigung. Auch unentgeltliche Nebentätigkeiten können genehmigungspflichtig sein (§ 99 BBG).

## Soldaten
Die Dienstpflichten der Soldaten sind in den §§ 7 bis 21 Soldatengesetz (SG) festgeschrieben. Sie ähneln in Struktur und Wortlaut grundsätzlich denen der (Bundes-)Beamten, enthalten aber auch soldatische Besonderheiten.
Besondere soldatische Dienstpflichten sind wie die Tapferkeitspflicht (§ 7 SG), die besonderen Vorgesetztenpflichten (§ 10 SG) zu Dienstaufsicht, Fürsorge und rechtskonformem Umgang mit der Befehlsbefugnis, sowie die Gehorsamspflicht der Untergebenen gegenüber militärischen Befehlen (§ 11 SG).

## Richter
Die Dienstpflichten der Richter ergeben sich aus den Richtergesetzen des jeweiligen Dienstherrn (Bundesland).
Für die Bundesrichter ordnet § 46 Deutschen Richtergesetz (DRiG) die entsprechende Geltung des Bundesbeamtengesetzes, damit auch von dessen Dienstpflichten, an, soweit nicht Regelungen des DRiG oder des Grundgesetzes entgegenstehen. Damit gilt für Richter etwa die Folgepflicht nicht, soweit sie ihre richterliche Tätigkeit (Entscheiden über Fälle) ausüben, weil insoweit ihre richterliche Unabhängigkeit (§ 97 GG) entgegensteht. In Angelegenheiten der bloßen Gerichtsverwaltung sind auch Richter dagegen zur Befolgung von Weisungen verpflichtet (z. B. bei der Zuweisung von Büroräumen im Gerichtsgebäude).
Eine spezielle Ergänzung der Verschwiegenheitspflicht ist für Richter die Pflicht zur Wahrung des Beratungsgeheimnisses (§ 43 DRiG), also das Verbot, offenzulegen, was während der Beratung vor der Urteilsfindung zwischen den Mitgliedern eines Kollegialgerichts besprochen wurde, insbesondere auch, wer wie abgestimmt hat. Dies betrifft auch die ehrenamtlichen Richter.